# Speed Grapher
Speed Grapher (jap. スピードグラファー) ist eine Anime-Fernsehserie aus dem Jahr 2005. Der Anime wurde auch als Manga adaptiert.

## Handlung
Im Tokyo des 21. Jahrhunderts ist nach einer Wirtschaftskrise die Kluft zwischen Arm und Reich erheblich größer geworden. Während viele in Armut leben, wird Tokio im Geheimen von der Tennozu-Gruppe gelenkt. Der Sumpf aus Glücksspiel, Prostitution und Gewalt im Rotlichtbezirk Roppongi scheint wie ein schwarzes Loch, das alles in sich hineinzieht. Der ehemalige Kriegsphotograph Tatsumi Saiga arbeitet nun als Paparazzo und gelangt bei Recherchen in einen Geheimclub in Roppongi. Dort wird eine sogenannte Göttin, Kagura Tennozu, verehrt. Als er sie jedoch fotografiert, wird er enttarnt und soll getötet werden. Doch gibt ihm Kagura durch einen Kuss die Euphoriakraft, die jedem besondere Fähigkeiten verleiht. So kann Tatsumi nun durch sein Objektiv Menschen töten.
Als Kagura ihn nun darum bittet, sie aus dem Club zu befreien, willigt er ein. Doch bald wird sie von den Tennozu wieder gefangen und mit einem weiteren Befreiungsversuch macht sich Tatsumi die Gruppe endgültig zum Feind und muss nun gegen andere Menschen mit Euphoriakräften kämpfen.

## Charaktere
- Tatsumi Saiga

Er ist 33 und hat bisher als Kriegsphotograph gearbeitet. Er hat es sich zum Ziel gemacht, Kagura aus den Fängen von Suitengu und seinen Handlangern zu befreien.
- Kagura Tennozu

Kagura ist auch unter dem Synonym „Göttin“ bekannt, 15 Jahre alt und die Tochter der Chefin der Tennozu-Gruppe, Shinsen Tennozu. Sie ist eine eher zurückhaltende Persönlichkeit und empfindet eine tiefe Zuneigung gegenüber Saiga.
- Chōji Suitengu

Suitengu ist etwa genauso alt wie Saiga und Chef des Geheimclubs, wodurch er eine enorme Machtposition innehat. Außerdem ist er Sekretär und Geliebter von Shinsen Tennozu. Suitengus ursprüngliches Ziel war es durch die Übernahme der Tennozu-Gruppe Kontrolle über die kapitalistische Wirtschaft in Japan zu erlangen, um diese letztendlich zu schädigen. Seine Abneigung gegenüber dem Kapitalismus ist leicht dadurch zu erkennen, dass er ausschließlich Geldscheine raucht.
- Hibari Ginza

Ginza ist eine Kriminalbeamtin mit einem eigenartigen Waffenfetisch. Ihr Handeln ist stark durch ihre Eifersucht auf Kagura geprägt. Sie versucht durch ihre „Ermittlungen“ den Geheimclub zu zerschlagen und greift dabei meistens auf eher unorthodoxe Methoden zurück.
- Shinsen Tennozu

Shinsen ist der Kopf des Tennozu-Imperiums. Obwohl Kagura ihre Tochter ist, behandelt Shinsen sie außerordentlich bösartig, was sich auch durch ihren Neid auf die Schönheit ihrer Tochter erklärt.

## Entstehung und Veröffentlichungen
Das Animestudio GONZO produzierte 2005 die 24-teilige Serie unter der Regie von Kunihisa Sugishima. Das Charakterdesign wurde entworfen von Yūsuke Kozaki und Masashi Ishihama, künstlerische Leiter waren Junichi Higashi und Kōji Eitō. Die Serie wurde vom 7. April bis zum 29. September 2005 durch den japanischen Fernsehsender TV Asahi ausgestrahlt. Später folgten Wiederholungen durch AT-X und GyaO.
Der Independent Film Channel strahlte die Serie auf Englisch aus, auf DVD wurde die Serie in Nordamerika, Australien, Großbritannien, Frankreich, Italien und Taiwan veröffentlicht. Eine Portugiesische und Spanische Sprachversion wurde außerdem von Animax in Lateinamerika ausgestrahlt. Buzz Channel sendete den Anime in Spanien.
Auf Deutsch wurde die Serie von OVA Films von Mai 2006 bis Mai 2007 auf sechs DVDs in einer Director’s-Cut-Version veröffentlicht. Ab dem 5. Juni 2007 wurde die Serie durch Animax in Deutschland ausgestrahlt. Ab September 2008 soll eine Wiederholung folgen.

## Synchronisation
Die deutsche Synchronfassung wurde angefertigt von Circle of Arts. Das Synchronbuch stammt von Frank Preissler.
| Rolle           | japanischer Sprecher (Seiyū) | deutscher Sprecher  |
| --------------- | ---------------------------- | ------------------- |
| Tatsumi Saiga   | Yūji Takada                  | Oliver Mink         |
| Kagura Tennouzu | Kei Saitō                    | Marieke Oeffinger   |
| Chōji Suitengu  | Toshiyuki Morikawa           | Manfred Trilling    |
| Hibari Ginza    | Takako Honda                 | Veronika Neugebauer |
| Shinsen Tennozu | Gara Takashima               | Bettina Kenter      |
| Genba Ryōgoku   | Rikiya Koyama                | Johannes Raspe      |
| Seijiru Togotsu | Mayumi Asano                 | Masashi Hirose      |
| Noda            |                              | Peter Rupprecht     |

### Musik
Die Musik der Serie wurde von Shinkichi Mitsumune komponiert. Als Vorspanntitel wurden in den Vereinigten Staaten Shutter Speed von Shinkichi Mitsumune und in Japan Gravure no Bishoujo (グラビアの美少) von Duran Duran verwendet. Für den Abspann verwendete man die Lieder Hinageshi no Oka von Shione Yukawa und Break the Cocoon von Yoriko.

## Manga
Der Manga des Mangakas Tomozo erschien ab September 2005 bei MediaWorks im Magazin Dengeki Comic Gao! in Japan und wurden in drei Bände zusammengefasst. Alle drei Bände erschienen in Deutschland bei Carlsen Comics. Eine englische Ausgabe erschien bei Tokyopop.